# Енджі Крейг
Анджела Доун Крейг (народилася 14 лютого 1972) — американська політикиня, колишня журналістка та бізнес-леді. Членкиня Демократично-фермерсько-лейбористської партії (DFL), служила представницею США від 2-го виборчого округу Міннесоти з 2019 року. Цей округ включає більшість південних передмість міст-побратимів (Міннеаполіс і Сент-Пол) та віддалені сільські райони на південному заході.
Крейг народилась і виросла в Арканзасі, працювала в сфері журналістики та корпоративних комунікацій. У 2005 році вона переїхала до Міннесоти на роботу в Сент-Джуд Медікал, компанію з виробництва медичних приладів. Крейг вперше балотувалася до Конгресу в 2016 році, програвши Джейсону Льюїсу, якого пізніше перемогла в 2018 році.
Крейг — перша відкрита ЛГБТ+ членкиня Конгресу від Міннесоти та перша мати-лесбійка, яка служила в Конгресі США.

## Молодість та кар'єра
Крейг народилася в 1972 році у Вест-Гелені, штат Арканзас. Вона закінчила середню школу Неттлтон у Джонсборо та здобула ступінь бакалавра журналістики в Університеті Мемфіса.
Після коледжу Крейг стажувалася в щоденній газеті The Commercial Appeal, після чого стала репортером на повний робочий день. Вона жила в Лондоні з 2002 до 2005 року і працювала в Сент-Джуд Медікал у відділі кадрів і комунікацій з 2005 до 2017 року.

## Палата представників США

### Вибори

#### 2016 рік

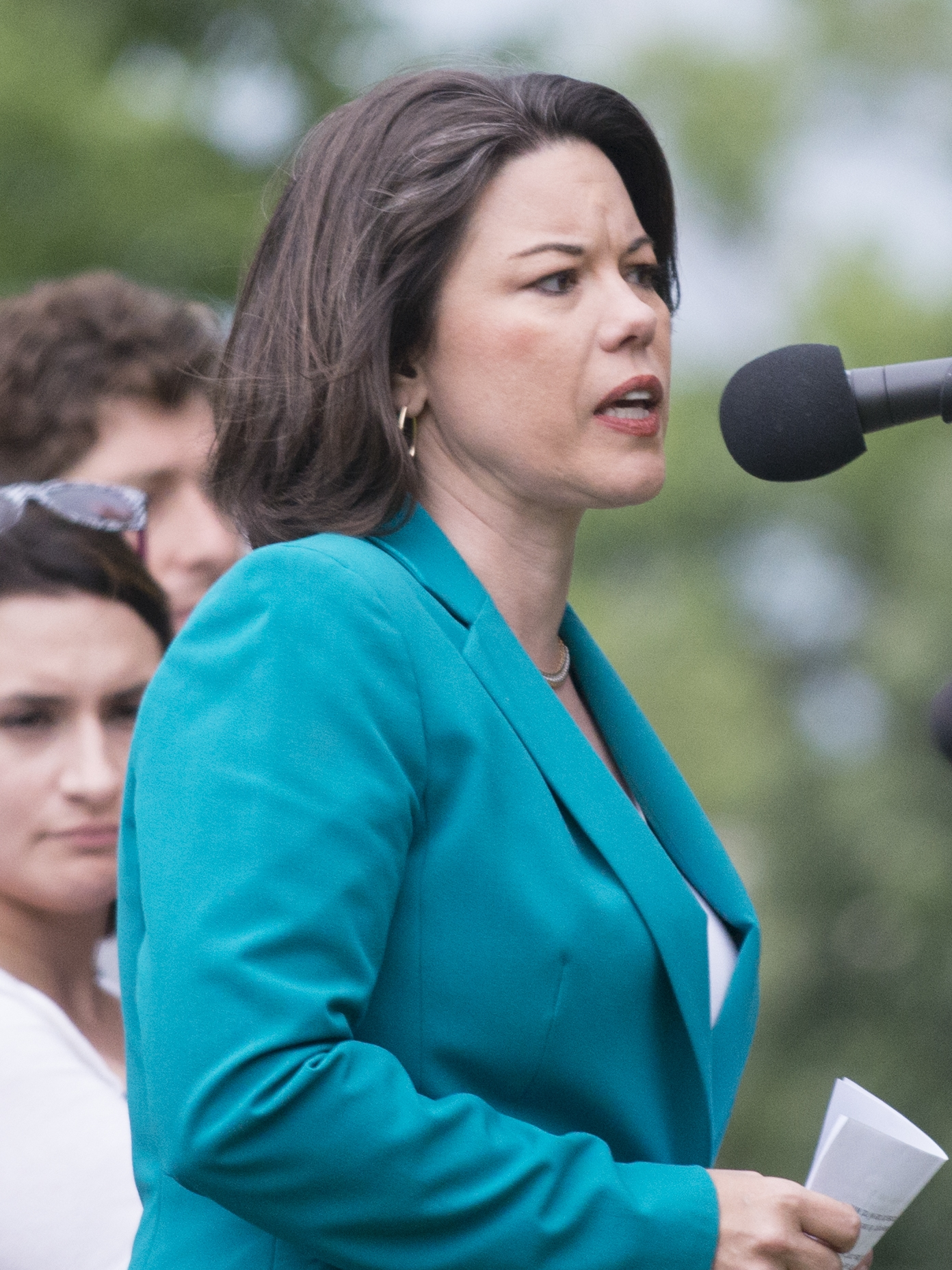
Енджі Крейг у 2016 році

У 2016 році Крейг висунула свою кандидатуру до Палати представників США від 2-го виборчого округу Міннесоти. Вона оголосила про намір балотуватися ще до того, як чинний республіканець Джон Клайн заявив про свою відставку. На праймеріз Демократичної партії вона не мала конкурентів. На загальних виборах вона протистояла Джейсону Льюїсу, колишньому ведучому консервативного ток-шоу. Крейг не вистачило менш ніж 7 тисяч голосів для перемоги.

#### 2018 рік
Крейг прагнула реваншу з Льюїсом у 2018 році. Як і в 2016 році, на праймеріз Демократичної партії вона не мала суперників. На загальних виборах Крейг здобула перемогу над Льюїсом, чия відвертість зрештою зіграла проти нього. Наприклад, у 2016 році він заявив про рабство: «Якщо ви не хочете мати раба, не робіть цього, але не забороняйте іншим».
Крейг — перша відкрита мати-лесбійка, обрана до Конгресу, перша жінка, обрана у 2-му окрузі Міннесоти, і перша відкрита гомосексуалка, обрана до Конгресу від Міннесоти. Вона отримала 52,6% голосів, вигравши три з шести районів округу. Коли Крейг вступила на посаду 3 січня 2019 року, вона стала першою DFL-ркою (прихильницею Демократичної фермерсько-трудової партії Міннесоти), яка представляла цей округ після його реконфігурації як південного приміського округу в 2003 році.

#### 2020 рік
У підтвердженому записі кандидат від партії «Легальна марихуана тепер» Адам Вікс сказав, що республіканці пропонували йому 15 000 доларів за балотування до Конгресу у 2-му окрузі, щоб «відібрати голоси» у Крейг. Вікс сказав: «Вони хочуть, щоб я балотувався як ліберальний кандидат від третьої сторони, на що я погоджуюсь. Я можу грати ліберала, ви це знаєте». Лідери відомих груп, які виступають за легалізацію марихуани — Жителі Міннесоти за відповідальне регулювання марихуани (Minnesotans for Responsible Marijuana Regulation), Розумна Зміна Міннесота (Sensible Change Minnesota) та Національна організація з реформування законодавства про марихуану в Міннесоті (Minnesota NORML) — засудили стратегію Республіканської партії як «безсовісну».
Наприкінці вересня Вікс помер від передозування наркотиками, що спричинило хаос на виборах. Закон Міннесоти передбачає проведення позачергових виборів, якщо кандидат від основної партії помирає менш ніж за 79 днів до виборів. Цей закон був прийнятий, щоб уникнути повторення ситуації на виборах до Сенату США 2002 року, коли чинний сенатор Пол Веллстоун помер за 11 днів до загальних виборів. Оскільки партія «Легальна марихуана тепер» була основною партією в Міннесоті (її кандидат на посаду державного аудитора в 2018 році набрав п’ять відсотків голосів), вибори в 2-му окрузі мали бути перенесені на 9 лютого 2021 року.
Крейг подала до суду, щоб зберегти вибори 3 листопада, аргументуючи, що позачергові вибори можуть залишити 2-й округ без представництва майже на місяць, а також порушити федеральний закон про вибори. Кандидат від Республіканської партії Тайлер Кістнер приєднався до держсекретаря Міннесоти як відповідач. Федеральний суддя ухвалив рішення на користь Крейг, вказавши, що федеральний закон про вибори забороняє переносити дату виборів до Палати представників, за винятком кількох обставин. Кістнер подав апеляцію до восьмого окружного апеляційного суду, який також підтримав  Крейг. Апеляційний суд постановив, що смерть кандидата від партії зі «скромною виборчою силою» не може бути виправданням для перенесення виборів. Після того, як апеляцію Кістнера до Верховного Суду відхилили, вибори було дозволено продовжити за планом, 3 листопада.    

#### 2022 рік
На виборах 2022 року Крейг перемогла кандидата від Республіканської партії Тайлера Кістнера в матчі-реванші виборів 2020 року, набравши 51% голосів.

### Діяльність на посаді

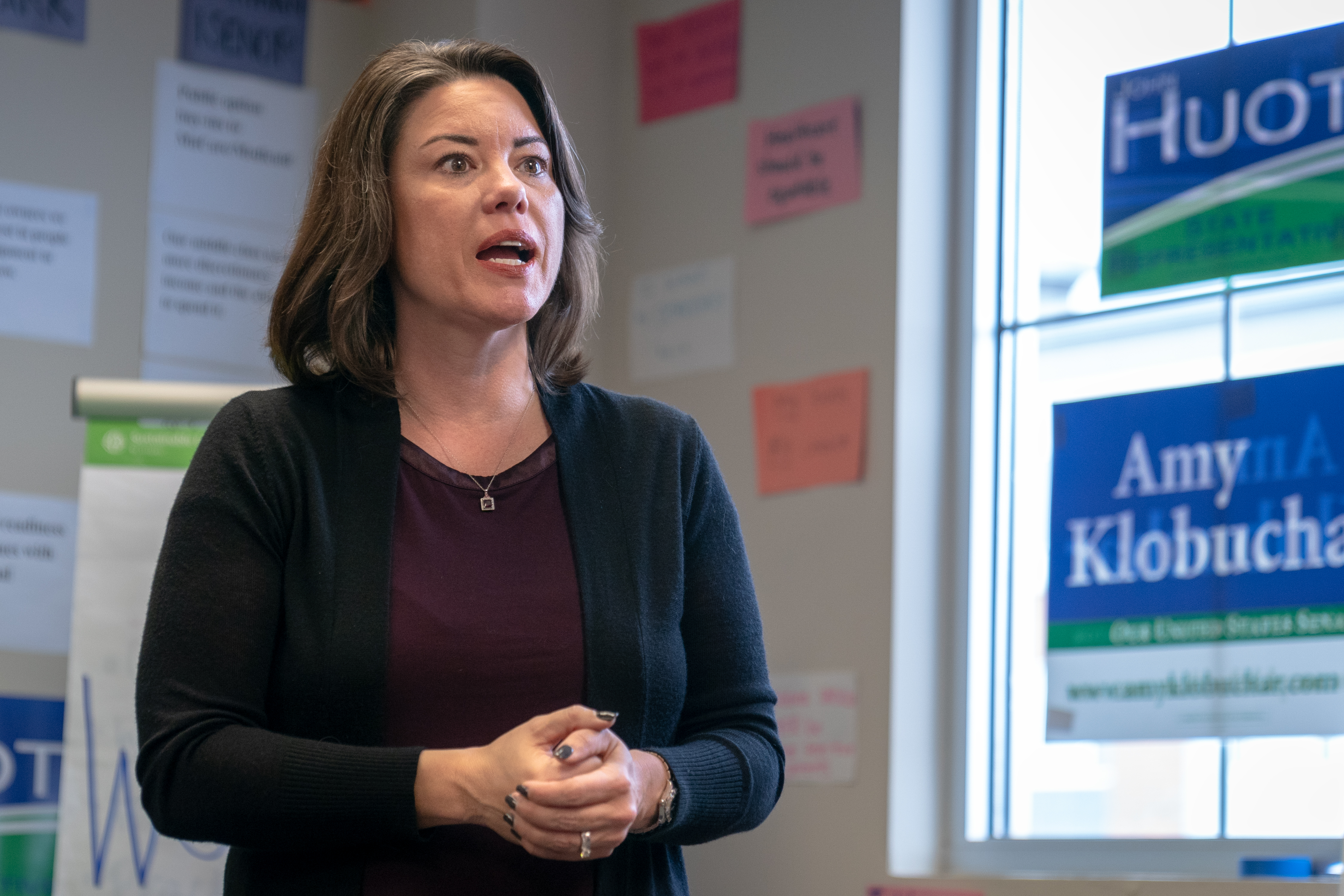
Крейг під час кампанії в Епл-Веллі, Міннесота

Згідно з даними Школи публічної політики Маккорта при Джорджтаунському університеті, у 2019 році на 116-му Конгресі Сполучених Штатів Крейг отримала двопартійний індекс 0,3, що поставило її на 114 місце з 435 членів.
Під час президентства Дональда Трампа Крейг підтримувала позицію Трампа в 5,5% голосувань. У 117-му Конгресі вона 100% голосувала відповідно до позиції Джо Байдена. У 2023 році Крейг частіше розходилася з адміністрацією Байдена, голосуючи згідно з позиціями президента в 70,6% випадків. Це четвертий найнижчий показник серед усіх членів Палати представників у Демократичній групі.
25 лютого 2022 року Крейг представила Закон про доступний інсулін зараз — законопроєкт, спрямований на обмеження цін на інсулін із власної кишені на рівні 35 доларів США в місяць. Законопроєкт був прийнятий Палатою. 
27 квітня 2023 року офіс Крейг в Конгресі оголосив, що від його співробітників більше не вимагатиметься ступінь бакалавра.
Крейг взяла участь у переговорах щодо федерального бюджету Сполучених Штатів на 2024 рік, під час яких ультраправа фракція Свободи вимагала значного скорочення витрат і відмовилася працювати зі спікером Палати представників Кевіном Маккарті. У відповідь на внутрішньопартійну суперечку 20 вересня 2023 року Крейг представила Закон про припинення діяльності МАККАРТІ (Мої виборці не можуть дозволити собі бунтівні істерики, впорайтеся зі своїми), який пропонує утримувати членам виплату за кожен день, поки триває зупинка роботи федерального уряду.

### Політичні позиції
1 лютого 2023 року Крейг була однією з 12 демократів, які проголосували за резолюцію про припинення надзвичайної ситуації в країні через COVID-19. 
Крейг проголосувала за підтримку Ізраїлю після нападу ХАМАС на Ізраїль у 2023 році. 
6 липня 2024 року Крейг закликала Байдена не балотуватися на переобрання. Вона була першою, хто зробив це серед членів округів, де кількість виборців демократів і республіканців приблизно однакова.

## Особисте життя
У 2020 році Крейг переїхала до Прайор Лейк, Міннесота, після майже 10 років життя в Ігані, Міннесота. Вона та її дружина Шеріл Грін одружилися в 2008 році і мають чотирьох синів, які були підлітками під час її першої участі в Конгресі в 2016 році. 
Крейг лютеранка.
9 лютого 2023 року на Крейг здійснили фізичний напад в ліфті її житлового будинку у Вашингтоні, округ Колумбія. Чоловіка, який напав на неї, засудили до 27 місяців позбавлення волі.